# Мерилиън
„Мери́лиън“ (на английски: Marillion) – от заглавието на книгата „Силмерилиън“ (Silmarillion) на Дж. Р. Р. Толкин, е британска рок група.

## История
Групата е формирана в Ейлсбъри, графство Бъкингамшър, Англия през 1979 г.
При основаването си групата се нарича Silmarillion по името на книгата „Силмарилион“ на Дж. Р. Р. Толкин, но сменя името си, за да избегне евентуални проблеми с авторските права, през 1981 г.
Ядрото на групата, непроменено от 1984 г., се състои от музикантите:
- Стив Родъри (Steve Rothery) – електрическа и акустична китара, единственият член на групата от основаването ѝ през 1979 г.
- Марк Кели (Mark Kelly) – пиано и клавишни, беквокали, ефекти, член на групата от 1981 г.
- Пийт Треуавас (Pete Trewavas) – бас китара, беквокали, ефекти, член на групата от 1982 г.,
- Иън Мосли (Ian Mosley) – барабани, перкусии, член на групата от 1984 г.

Музикалният стил на „Мерилиън“ търпи множество промени през годините. Самите музиканти твърдят, че всеки нов албум е ответна реакция на предишния и затова е трудно да бъде вместен в някакви рамки. Оригиналният ѝ саунд (с Фиш на вокалите) често е определян като китарно и клавишно доминиран прогресив рок и е сравняван с музиката на „Дженезис“ от 1970-те г. Критици и фенове смятат звука ѝ за много по-комерсиален и масов след 1989 г.
Групата е издала 14 студийни албума, разделени в 2 периода – до напускането в края на 1988 г. на оригиналния певец и фронтмен Дерек Уилям Дик – Фиш и след това, когато неговото място заема Стийв Хогарт.
„Мерилиън“ е сред първите музикални групи, осъзнали и усвоили потенциала на интернет за контакт с феновете и електронна търговия.

## Дискография

### Студийни албуми
- Script for a Jester's Tear (1983)
- Fugazi (1984)
- Misplaced Childhood (1985)
- Clutching at Straws (1987)
- Seasons End
- Holidays In Eden (1991)
- Brave (1994)
- Afraid Of Sunlight (1995)
- This Strange Engine (1997)
- Radiation (1998)
- marillion.com (1999)
- Anoraknophobia (2001)
- Marbles (2004)
- Somewhere Else (2007)
- Happiness Is the Road (2008)
- Less is more (2009)
- Sound That can't Be Made (2012)
- Fuck Everyone and Run (F E A R) (2016)
- With Friends from the Orchestra (2019)
- An Hour Before It's Dark (2022)

### Компилации
- Brief Encounter (САЩ, 1986)
- B'Sides Themselves (1988)
- From Stoke Row To Ipanema (1990)
- A Singles Collection (1992)
- Marillion Music Collection (Италия, 1993)
- Kayleigh (Нидерландия, 1996)
- Essential Collection (Великобритания, 1996)
- The Best of Marillion (Русия, 1996)
- The Best Of Both Worlds (1997)
- Real to Reel и Brief Encounter, двойно CD
- Kayleigh – The essential collection (Валикобритания, 1998)
- The Singles '82 – 88' (2000)
- The Singles '89 – 95' (2002)
- Warm Wet Circles (Нидерландия, 2003)

### Сингли
- Market Square Heroes (октомври 1982)
- He Knows You Know (януари 1983) #35 UK
- Garden Party (юни 1983) #16 UK
- Punch & Judy (януари 1984) #29 UK
- Assassing (април 1984) #22 UK
- Kayleigh (май 1985) #2 UK, #74 US, #14 US Mainstream Rock
- Lavender (август 1985) #5 UK
- Heart Of Lothian (ноември 1985) #29 UK
- Lady Nina (април 1986), #30 US Mainstream Rock
- Garden Party [Live] (юли 1986)
- Incommunicado (май 1987) #6 UK, #24 US Mainstream Rock
- Sugar Mice (юли 1987) #22 UK
- Warm Wet Circles (октомври 1987) #22 UK
- Freaks [Live] (ноември 1988) #24 UK
- Hooks In You (август 1989) #30 UK
- The Uninvited Guest (ноември 1989)
- Easter (март 1990) #34 UK
- Cover My Eyes (Pain & Heaven) (май 1991) #34 UK
- No One Can (юли 1991) #33 UK
- Dry Land (септември 1991) #34 UK
- Sympathy (май 1992) #17 UK
- No One Can [Reissue] (юли 1993) #26 UK
- The Great Escape [Spiral Remake] (януари 1994)
- The Hollow Man (март 1994) #30 UK
- Alone Again In The Lap Of Luxury (април 1994)
- Beautiful (май 1995) #29 UK
- Man Of A Thousand Faces (май 1997)
- Eighty Days (септември 1997)
- These Chains (септември 1998)
- Between You & Me / Map Of The World (септември 2001)
- You're Gone (април 2004) #7 UK
- Don't Hurt Yourself (юли 2004) #16 UK
- The Damage [Live] [Digital Single Only] (октомври 2004)
- See It Like A Baby [Digital Single Only] (март 2007) #45 UK
- Thank You Whoever You Are / Most Toys (юни 2007) #15 UK, #6 Holland

## Концерт в България
„Мерилиън“ изнася концерт в България на 13 юни 2009 година, като част от „Happiness is the Road Tour 2008 – 2009“.
Първоначално събитието е обявено за 21 февруари 2009 година в зала „Универсиада“ в София. Поради неизяснени причини обаче концертът е отложен за 13 юни същата година, когато се провежда в „Зимния дворец на спорта“ в София.
Състав за концерта в София:
- Стив Родъри – китари
- Марк Кели – клавишни
- Пийт Треуавас – бас китара
- Йън Мосли – барабани
- Стив Хогарт – вокал

Сетлист:
1. Splintering Heart
2. The Uninvited Guest
3. Between You And Me
4. Man Of A Thousand Faces
5. Fantastic Place
6. The Man From The Planet Marzipan
7. Out Of This World
8. Kayleigh
9. Sugar Mice
10. Afraid Of Sunlight
11. This Town
12. The Rakes Progress
13. 100 Nights
14. The Great Escape
15. Neverland

бис 1:
1. Easter
2. The Space

бис 2:
1. Whatever Is Wrong With You
2. Happiness Is The Road